# Список війн за участю Ізраїлю
З часу проголошення своєї незалежності у 1948 році держава Ізраїль брала участь у 8 визнаних війнах, двох Палестинських інтифадах та низці інших збройних конфліктів у межах більш обширного арабо-ізраїльського конфлікту.

## Війни та інші конфлікти
Ізраїль брав участь у декількох війнах та масштабних військових операціях, зокрема у таких, як:
- Війна за незалежність Ізраїлю (листопад 1947  – липень 1949) — її початком було,перше  застосування IAF зупинивши наступ Єгиптян біля Ашдота, де шестимісячна громадянська війна[en] між єврейськими та арабськими мілітаризованими формуваннями наприкінці періоду Британського мандату в Палестині, яка згодом переросла у повноцінну війну після проголошення незалежності Ізраїлю та вторгнення кількох арабських армій. Після неї було укладено низку угод між Ізраїлем, Єгиптом, Йорданією, Ліваном та Сирією, — т.зв. Родоські угоди[en], які встановлювали демаркаційну лінію між Ізраїлем та сусідніми країнами, також відому як Зелена лінія.
- Низка військових операцій[en], проведених Армією оборони Ізраїлю у 1950-60-х рр. у відповідь на постійні напади палестинських фідаїв[en], під час яких арабські партизанські загони із Сирії, Єгипту та Йорданії вторгалися до Ізраїлю з метою здійснення атак на військових країни та мирне населення[en]. Політика проведення таких операцій була винятковою через оголошене прагнення Ізраїлю отримати високу «ціну крові» від ворожої сторони, яка вважалася необхідною для попередження їх можливих наступних нападів.

- Суецька криза (жовтень 1956) — спільна із Великою Британією та Францією військова операція Ізраїлю проти Єгипту, яка почалася 29 жовтня 1956 року із наміру окупувати Синайський півострів та відновити контроль над Суецьким каналом. Приводом для початку цього конфлікту стало рішення Єгипту від 26 липня 1956 року про націоналізацію Суецького каналу після відмови від пропозицій Великої Британії та США про початок будівництва Асуанських гребель. Попри те, що вторгнення Ізраїлю до Синайського півострова виявилося успішним, США та Велика Британія змусили його припинити бойові дії. Навіть таким чином Ізраїлю вдалося знову відкрити Тиранські протоки та досягти перемир'я на своїх південних кордонах.

- Шестиденна війна (червень 1967) між Ізраїлем з одного боку та  сусідніми арабськими державами Єгиптом, Йорданією і Сирією з другого. У ній брали участь також військові формування Іраку, Саудівської Аравії, Кувейту та Алжиру. Внаслідок цієї війни територія, підконтрольна Ізраїлю, значно розширилася («Пурпурова лінія»): західний берег Йордану (включно зі східним Єрусалимом), отриманий від Йорданії, Голанські висоти від Сирії, Синайський півострів та Сектор Гази від Єгипту.

- Війна на виснаження (1967-70) — локальна війна між Ізраїлем з одного боку та Єгиптом, СРСР, Йорданією, Сирією і Організацією визволення Палестини з іншого. Була розпочата Єгиптом з метою повернення Синайського півострова, який опинився під контролем Ізраїлю внаслідок Шестиденної війни. Бойові дії закінчилися перемир'ям без територіальних змін між обома сторонами, укладеним 1970 року.

- Війна Судного дня (жовтень 1973) збройний конфлікт, розпочатий коаліцією арабський держав на чолі з Єгиптом і Сирією з одного боку та Ізраїлем з іншого з метою повернення частини територій, втрачених у результаті Шестиденної війни. Військові дії почалися під час єврейського свята Йом-Кіпур з несподіваної атаки єгипетських та сирійських військ, які перетнули лінії припинення вогню на Синайському півострові та Голанських висотах відповідно. Врешті-решт війна закінчилась перемогою Ізраїлю та без значних територіальних змін.

- Палестинське вторгнення до південного Лівану[en] (1971-82) — переміщення ОВП з Йорданії до південного Лівану та напади на Галілею з метою подальшого проведення міжнародних операцій. У 1978 році Ізраїль розпочав операцію «Літані» — перше великомасштабне вторгнення до Лівану, проведену силами Армії оборони Ізраїлю з метою вигнання загонів ПЛО із вказаної території. Численні наземні і ракетні атаки та відповідні операції Ізраїлю згодом переросли у Ліванську війну 1982 року.
  - Ліванська війна розпочалась 6 червня 1982 року, коли сили Армії оборони Ізраїлю вторглися до Південного Лівану з метою ліквідації «палестинської присутності» на даній території. Уряд Ізраїлю наказав провести це вторгнення як відповідь на спробу замаху на посла країни у Великій Британії, Шломо Аргова[ru], скоєну організацією Абу Нідаля[en] та через постійні терористичні атаки на півночі Ізраїлю, які здійснювалися палестинськими партизанськими організаціями, що розміщувалися в Лівані. Війна закінчилась вигнанням сил ПЛО з Лівану та створенням Ізраїльської зони безпеки в Південному Лівані.

- Конфлікт у південному Лівані[en] (1985–2000) — військовий конфлікт між ліванськими християнсько-шиїтськими ополченцями за підтримки Армії оборони Ізраїлю з одного боку та ліванськими мусульманськими партизанами на чолі з підтримуваною Іраном організацією Хізбалла на територіях, які були визначені Ізраїлем як «Зона безпеки» у південному Лівані.

- Перша палестинська інтифада (1987-93) — перше великомасштабне палестинське повстання проти ізраїльської окупації на Західному березі річки Йордан та у Секторі Гази.

- Друга палестинська інтифада (2000-05) — друге палестинське повстання, яке почалося у вересні 2000 року; характеризувало собою посилення арабо-ізраїльського конфлікту.

- Друга ліванська війна (літо 2006) почалася як військова операція у відповідь на напад бойовиків Хізбалли, внаслідок якого загинуло двоє ізраїльських солдат запасу. Поступово операція переросла у масштабний збройний конфлікт, головними учасниками якого стали озброєні загони Хізбалли з одного боку та Армія оборони Ізраїлю з другого. Конфлікт почався 12 липня 2006 року та тривав до резолюції 1701 Ради Безпеки ООН[en] про припинення вогню, яка набула чинності 14 серпня 2006 року; бойові дії формально завершилися 8 вересня 2006 року, коли Ізраїль зняв морську блокаду Лівану. Внаслідок війни у південному Лівані пройшла хвиля репресій, а Хізболла зазнала значних втрат.

- Війна в секторі Гази (грудень 2008 – січень 2009) — тритижневий збройний конфлікт між Ізраїлем та організацією Хамас. У період посилення арабо-ізраїльського конфлікту Ізраїль відповів на тривалі ракетні обстріли із Сектора Гази військовою операцією «Литий свинець». Свій напад Ізраїль почав із несподіваного повітряного удару 27 грудня 2008 року; заявленою метою Ізраїлю було припинення ракетного вогню та знищення угрупувань, які ведуть обстріл країни. Сили армії оборони Ізраїлю атакували військові та цивільні об'єкти, поліцейські управління та урядові будівлі. 18 січня 2009 року Ізраїль оголосив про закінчення бойових дій, а 21 січня — про завершення виводу військ із сектора.

- Операція «Хмарний стовп» (листопад 2012) — військовий напад на Сектор Гази.[1]

- Операція «Непорушна скеля» (липень-серпень 2014) — військове вторгнення до Сектора Гази у відповідь на спонсовані урядом США мирні переговори, спроби палестинських повстанців сформувати коалаіційний уряд, викрадення та вбиство трьох ізраїльських підлітків[en], за яким послідувало викрадення та вбивство палестинського підлітка[en], та збільшену кількість ракетних атак на Ізраїль, скоєних бойовиками Хамасу.[2]

## Таблиця
Конфлікти, визнані Міністерством оборони Ізраїлю як війни (відомі як такі в Ізраїлі), виділені жирним шрифтом.
| Конфлікт                                | Перша сторона                                    | Друга сторона | Результати | Ізраїльські командувачі | Ізраїльські командувачі | Ізраїльські командувачі                            | Втрати Ізраїлю        | Втрати Ізраїлю  |
| Конфлікт                                | Перша сторона                                    | Друга сторона | Результати | Прем'єр-міністр Ізраїлю | Міністр оборони Ізраїлю | Начальник Генерального штабу Армії оборони Ізраїлю | Армія оборони Ізраїлю | Мирне населення |
| --------------------------------------- | ------------------------------------------------ | --- | --- | ----------------------- | ----------------------- | -------------------------------------------------- | --------------------- | --------------- |
| Війна за незалежність (1947–1949)       | Ізраїль                                          | Єгипет · Королівство Ірак · Трансйорданія · Сирія · Ліван · Саудівська Аравія · Єменське Мутаваккілітське Королівство · Армія Священної війни · Арабська визвольна армія | Перемога - Відбито напад Ліги арабських держав територію колишньої Підмандатної Палестини. - Родоські угоди; Ізраїль отримав 50% територій, призначених для арабської держави.   | Давид Бен-Гуріон        | Давид Бен-Гуріон        | Яаков Дорі                                         | ~4,000                | ~2,400          |
| Синайська війна (1956)                  | Ізраїль Велика Британія Франція                  | Єгипет | Перемога - Демілітаризація Синайського півострова, задіяння Надзвичайних озброєних сил ООН.                                                                                      | Давид Бен-Гуріон        | Давид Бен-Гуріон        | Моше Даян                                          | 231                   | 0               |
| Шестиденна війна (1967)                 | Ізраїль                                          | Єгипет Сирія Йорданія Іракська республіка | Перемога - До Ізраїлю відійшли Сектор Гази, Синайський півострів та Голанські висоти.                                                                                            | Леві Ешкол              | Моше Даян               | Іцхак Рабин                                        | 776                   | 20              |
| Війна на виснаження (1967–1970)         | Ізраїль                                          | Єгипет СРСР ОВП Йорданія | Обидві сторони вважали завершення конфлікту власною перемогою - Продовження ізраїльської окупації Синайського півострова. - Чорний вересень у Йорданії                           | Голда Меїр              | Моше Даян               | Хаїм Бар-Лев                                       | 1,424                 | 227             |
| Війна Судного дня (1973)                | Ізраїль                                          | Єгипет Сирія Ірак Йорданія Алжир Марокко Саудівська Аравія Куба | Перемога - Відбито арабську атаку, перемир'я згідно із резолюцією Ради Безпеки ООН 338. - Єгипетсько-ізраїльський мирний договір - Угода про відмежування між Ізраїлем та Сирією | Голда Меїр              | Моше Даян               | Давид Елазар                                       | 2,688                 | 0               |
| Операція «Літані» (1978)                | Ізраїль Армія Південного Лівану                  | ОВП | Перемога - Відступ сил ОВП із Південного Лівану. | Менахем Бегін           | Езер Вейцман            | Мордехай Гур                                       | 18                    | 0               |
| Перша ліванська війна (1982–1985)       | Ізраїль Армія Південного Лівану Ліванський фронт | ОВП Сирія Джаммул Амаль | Тактичні перемоги, стратегічна помилка - Вигнання сил ОВП з Лівану. | Менахем Бегін           | Аріель Шарон            | Рафаель Ейтан                                      | 657                   | 2–3             |
| Конфлікт у Зоні Безпеки (1985–2000)     | Ізраїль Армія Південного Лівану                  | Хізбалла Амаль Джаммул | Поразка - Вихід ізраїльських військ з Лівану. | Шимон Перес             | Іцхак Рабин             | Моше Леві                                          | 559                   | 7               |
| Перша палестинська інтифада (1987–1993) | Ізраїль                                          | Об'єднане національне керівництво повстання Хамас | Угоди в Осло - Утвердження Палестинської національної адміністрації. | Іцхак Шамір             | Іцхак Рабин             | Дан Шомрон                                         | 60                    | 100             |
| Друга палестинська інтифада (2000–2005) | Ізраїль                                          | ПНА Хамас | Перемога - Придушення палестинського повстання. | Аріель Шарон            | Шауль Мофаз             | Моше Яалон                                         | 301                   | 773             |
| Друга ліванська війна (2006)            | Ізраїль                                          | Хізбалла | Не визначено - Припинення вогню згідно з резолюцією Ради Безпеки ООН 1701 | Егуд Ольмерт            | Амір Перетц             | Дан Халуц                                          | 121                   | 44              |
| Операція «Литий свинець» (2008–2009)    | Ізраїль                                          | Хамас | Перемога - Кількість ракетних обстрілів із Сектора Гази зменшилася. | Егуд Ольмерт            | Егуд Барак              | Габі Ашкеназі                                      | 10                    | 3               |
| Операція «Хмарний стовп» (2012)         | Ізраїль                                          | Хамас | Перемога - Припинення ракетних обстрілів Ізраїлю. | Біньямін Нетаньяху      | Егуд Барак              | Бені Ганц                                          | 2                     | 4               |
| Операція «Непорушна скеля» (2014)       | Ізраїль                                          | Хамас | Обидві сторони вважають припинення вогню власною перемогою - Знищення палестинських військових тунелів у Секторі Гази.                                                           | Біньямін Нетаньяху      | Моше Яалон              | Бені Ганц                                          | 67                    | 6               |

## Інші збройні конфлікти за участю Армії оборони Ізраїлю
Докладніше: Список операцій за участю Армії оборони Ізраїлю

## Зовнішні посилання
- Israel's Wars at the Israel Ministry of Foreign Affairs(англ.)
- Israel's Wars & Operations at the Jewish Virtual Library(англ.)
- Wars and Conflicts: Israel, каталог посилань Open Directory Project(англ.)